# Сліпі Джон Естес
Слі́пі Джон Е́стес (Істс; англ. Sleepy John Estes), справжнє ім'я Джон А́дам Е́стес (англ. John Adam Estes; 25 січня 1899, Ріплі, Теннессі — 5 червня 1977, Браунсвілль, Теннессі) — американський блюзовий співак, гітарист і автор пісень; представник кантрі-блюзу.

## Біографія

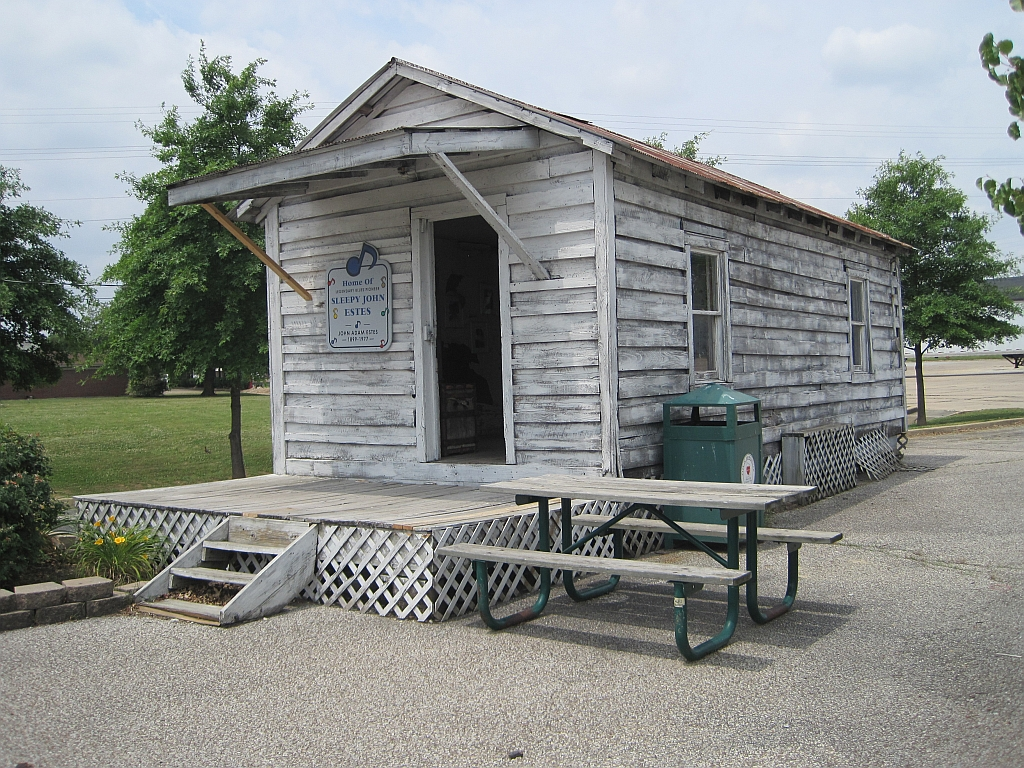
Бидинок Сліпі Джона Естеса в Браунсвіллі, Теннессі (нині — Центр спадщини Теннессі)

Джон Адам Естес народився 25 січня 1899 року в Ріплі, штат Теннессі. У 1915 році його родина переїхала у Браунсвілль, Теннессі. Підлітком виступав на місцевих вечірках. Отримав травму ока в дитинстві, що спричинила сильне погіршення зору і параліч одного ока. Через підсліпуватий виразу обличчя, а також схильності до нарколептичного сну отримав прізвисько «соня» (від англ. «sleepy»).
Естес ніколи не належав до віртуозних гітаристів. Його своєрідна вокальна манера сформувалася, коли він працював у будівельних бригадах, які, за давньою афроамериканською традицією, працювали під ритмічний акомпанемент так званих робочих пісень, в яких Естес був заспівувачем. Лірика пісень Естеса виразна і з проникливими особистими інтонаціями описує повсякденні реалії життя афроамериканців у 1920-х і 1930-х роках.
У 1916 році почав виступати в супроводі мандолініста Єнка Рейчелла (їхнє партнерство протягом кар'єри Естеса декілька разів поновлювалось). У період свого становлення познайомився з виконавцем на губній гармоніці Геммі Ніксоном, з яким у них також склалась довготривала дружня співпраця.
У 1929 році зробив свої перші записи за участю Єнка Рейчелла і мемфіського піаніста Джеба Джонса на лейблі RCA Victor. Естес записав 8 композицій, у тому числі оригінальні «Diving Duck», «Poor John» і «Milk Cow» (яка потім стала дуже популярною серед інших блюзових виконавців). Ці композиції пізніше перезаписали такі музиканти, як Тадж Махал, Том Раш, The Kinks та ін.
У 1930-х роках активно робив записи на лейблах Bluebird, Champion, Decca, але у 1941 році записуватись перестав. У 1950 році мешкав у Мемфісі, де він остаточно осліп. Тоді він повернувся назад у Браунсвілль, де одружився (мав п'ятьох дітей). До 1960-х років вважався давно померлим (в той час він у повному забутті проживав у Браунсвіллі). Допоміг розшукати Естеса його добрий знайомий Біг Джо Вільямс.
У 1962 році повернувся до музики і відновив кар'єру у студії звукозапису. Почав співпрацювати з чиказьким лейблом Delmark Records, на якому випустив декілька альбомів (дебютний — The Legend of Sleepy John Estes). На Broke and Hungry як гітарист виступив молодий Майкл Блумфілд. У 1964 році Естес, Ніксон і Рейчелл успішно виступили на Ньюпортському фолк-фестивалі і знову продовжили працювати разом. У 1968 році, за наполяганням свого менеджменту на Delmark, Естес записав альбом Electric Sleep під акомпанемент електричного блюз-бенду. У 1970-х роках Естес, Рейчелл і Ніксон продовжували свою концертувати і виступати на фестивалях. У 1976 році він пережив інсульт.
Помер 5 червня 1977 року у віці 78 років у Браунсвіллі, штат Теннессі у тій же самій сільській хатині, в якій прожив усе своє життя. Похований на цвинтарі баптистської церкви Елам в Дургемвіллі, штат Теннессі.
У 1991 році був посмертно включений до Зали слави блюзу.

## Дискографія
- The Legend of Sleepy John Estes (1962, Delmar)
- Sleepy John Estes 1929—1940 (1964, RBF)
- Broke and Hungry (1964, Delmark)
- Portraits In Blues Vol. 10 (1964, Storyville) з Геммі Ніксоном
- Sleepy John Estes in Europe (1965, Delmark)
- Brownsville Blues (1965, Delmark)
- Electric Sleep (1968, Delmark)
- Sleepy John Estes with Yank Rachell: 1929-30 Sessions (1973, Roots)